# Isabelle Haverlag
Isabelle Haverlag (Bussum, 4 marzo 2001) è una tennista olandese.

## Biografia
Isabelle Haverlag ha vinto 14 titoli in doppio nel circuito ITF in carriera. Il 12 agosto 2019 ha raggiunto il miglior piazzamento mondiale nel singolare, al numero 1236, e il best ranking mondiale nel doppio l'ha ottenuto il 16 giugno 2025 al numero 91.
Ha fatto il suo debutto nel circuito maggiore nel torneo di casa al Libéma Open 2022 nel doppio, insieme alla compatriota Suzan Lamens, dove partecipano come wildcard e si spingono ai quarti di finale sconfiggendo le terze teste di serie Kaitlyn Christian e Giuliana Olmos, per poi cedere al turno successivo dalle future campionesse del torneo l'australiana Ellen Perez e la slovena Tamara Zidanšek.
Nel luglio 2024, durante l'Hungarian Grand Prix 2024, fa coppia con la statunitense Christina Rosca nel doppio e raggiungono le semifinali, battendo al primo turno una coppia wildcard ungherese e nei quarti di finale le teste di serie numero 4 Anna Bondár e Kamilla Rachimova, per poi cedere alla coppia numero 2 del tabellone composta da Anna Danilina e Irina Chromačëva.
Nel febbraio 2025, durante l'ATX Open 2025, insieme alla compagna polacca Alicja Rosolska raggiungono la semifinale nel doppio sconfiggendo al primo ostacolo la coppia formata dalla ex numero 1 del mondo della disciplina Storm Hunter e l'ex top 10 Caroline Dolehide, mentre nel penultimo atto cedono alla statunitense McCartney Kessler e alla cinese Zhang Shuai.
Il 14 giugno 2025, Isabelle si aggiudica il primo titolo WTA 125 della carriera in doppio al Lexus Ilkley Open, dove in coppia con la svizzera Simona Waltert hanno avuto la meglio sulla squadra composta dalla russa Vitalija D'jačenko e dalla britannica Eden Silva con il punteggio di 6-1, 6-1. Il 13 luglio 2025, Isabelle raggiunge la seconda finale WTA 125 della carriera sempre in doppio al Grand Est Open 88, disputato a Contrexéville, dove in coppia con la britannica Emily Appleton, sono state sconfitte dalla coppia numero 1 del tabellone la statunitense Quinn Gleason e la brasiliana Ingrid Martins con il punteggio di 1-6, 6(4)-7. Il 1º agosto 2025, Haverlag raggiunge la terza finale WTA 125 stagionale e della carriera al T-Mobile Polish Open insieme alla campionessa in carica e giocatrice di casa Martyna Kubka, ma vengono sconfitte dall'altra campionessa in carica e polacca Weronika Falkowska e dalla ceca Dominika Šalková con il punteggio di 2-6, 1-6.

## Circuito WTA 125

### Doppio

#### Vittorie (1)
| N. | Data           | Torneo              | Superficie | Compagna       | Avversarie in finale          | Punteggio |
| 1. | 14 giugno 2025 | Ilkley Open, Ilkley | Erba       | Simona Waltert | Vitalija D'jačenko Eden Silva | 6-1, 6-1  |

#### Sconfitte (2)
| N. | Data           | Torneo                           | Superficie  | Compagna       | Avversarie in finale                | Punteggio   |
| 1. | 13 luglio 2025 | Grand Est Open 88, Contrexéville | Terra rossa | Emily Appleton | Quinn Gleason Ingrid Martins        | 1-6, 6(4)-7 |
| 2. | 1º agosto 2025 | Polish Open, Varsavia            | Cemento     | Martyna Kubka  | Weronika Falkowska Dominika Šalková | 2-6, 1-6    |

## Statistiche ITF

### Doppio

#### Vittorie (14)
| Torneo $100.000 (0) |
| Torneo $80.000 (0)  |
| Torneo $60.000 (7)  |
| Torneo $40.000 (0)  |
| Torneo $25.000 (2)  |
| Torneo $15.000 (5)  |

| N.  | Data             | Torneo                                          | Superficie      | Partner              | Avversarie in finale                      | Punteggio         |
| 1.  | 10 marzo 2018    | Tournoi International Féminin de l'AAC, Amiens  | Terra rossa (i) | Julie Belgraver      | Lara Salden Camille Sireix                | 7-6(4), 6-2       |
| 2.  | 23 aprile 2016   | G&V Hospital Cup, Solarino                      | Sintetico       | Anna Popescu         | Maria Masini Anastasia Piangerelli        | 6-1, 6-1          |
| 3.  | 20 marzo 2021    | Magic Tours, Monastir                           | Cemento         | Anastasija Pribylova | Rina Saigō Yūkina Saigō                   | 6-3, 6-1          |
| 4.  | 27 marzo 2021    | Magic Tours, Monastir                           | Cemento         | Anastasija Pribylova | Anastasia Kulikova Yasmine Mansouri       | 6-3, 6-1          |
| 5.  | 4 aprile 2021    | Magic Tours, Monastir                           | Cemento         | Anastasija Pribylova | Alexandra Osborne Andrea Renee Villarreal | 6-3, 6-1          |
| 6.  | 5 febbraio 2022  | Egypt Women's Future, Sharm el-Sheikh           | Cemento         | Justina Mikulskytė   | Irina Fetecău Simona Waltert              | 6-1, 6-2          |
| 7.  | 2 aprile 2022    | Engie Open de Seine-et-Marne, Croissy-Beaubourg | Cemento (i)     | Justina Mikulskytė   | Sof'ja Lansere Oksana Selechmet'eva       | 6-4, 6-2          |
| 8.  | 2 luglio 2022    | ITF The Hague, L'Aia                            | Terra rossa     | Jasmijn Gimbrère     | Nikki Redelijk Bente Spee                 | 6-2, 6-4          |
| 9.  | 20 maggio 2023   | Haci Esmer Avci Tennis Cup, Bodrum              | Terra rossa     | Oana Gavrilă         | Ayla Aksu Harriet Dart                    | 6-4, 7-6(3)       |
| 10. | 9 marzo 2024     | Empire Women's Indoor, Trnava                   | Cemento (i)     | Anna Rogers          | Liang En-shuo Tang Qianhui                | 6-3, 4-6, [12-10] |
| 11. | 12 ottobre 2024  | J&T Banka Slovak Open, Bratislava               | Cemento (i)     | Elena Pridankina     | Katarína Kužmová Nina Vargová             | 7-5, 6-2          |
| 12. | 2 novembre 2024  | Hamburg Ladies Open, Amburgo                    | Cemento (i)     | Madeleine Brooks     | Riya Bhatia Lian Tran                     | 6-3, 6-2          |
| 13. | 30 novembre 2024 | Empire Women's Indoor, Trnava                   | Cemento (i)     | Madeleine Brooks     | Anastasia Dețiuc Aneta Kučmová            | 7-6(5), 6-1       |
| 14. | 8 marzo 2025     | Empire Women's Indoor, Trnava                   | Cemento (i)     | Elena Pridankina     | Magali Kempen Jessika Ponchet             | 6-2, 6-3          |

#### Sconfitte (22)
| Torneo $100.000 (1) |
| Torneo $80.000 (0)  |
| Torneo $60.000 (7)  |
| Torneo $40.000 (4)  |
| Torneo $25.000 (6)  |
| Torneo $15.000 (4)  |

| N.  | Data             | Torneo                                                              | Superficie    | Partner              | Avversarie in finale                         | Punteggio           |
| 1.  | 25 agosto 2018   | Rotterdam Open, Rotterdam                                           | Terra rossa   | Dewi Dijkman         | Suzan Lamens Svjatlana Piraženka             | 3-6, 6-4, [5-10]    |
| 2.  | 27 luglio 2019   | Cancun Tennis Cup, Cancún                                           | Cemento       | Dewi Dijkman         | Thaisa Grana Pedretti María Portillo Ramírez | 5-7, 3-6            |
| 3.  | 5 ottobre 2019   | Magic Tours, Tabarka                                                | Terra rossa   | Anastasija Pribylova | Giulia Crescenzi Aurora Zantedeschi          | 7–5, 6(4)-7, [8-10] |
| 4.  | 24 aprile 2021   | Egypt ITF World Tennis Tour, Il Cairo                               | Terra rossa   | Merel Hoedt          | Elina Avanesjan Marija Timofeeva             | 6-1, 4-6, [8-10]    |
| 5.  | 26 febbraio 2022 | Santo Domingo Women's Open, Santo Domingo                           | Cemento       | Jasmijn Gimbrère     | Anna Rogers Christina Rosca                  | 2-6, 2-6            |
| 6.  | 16 aprile 2022   | Nottingham Tennis Centre, Nottingham                                | Cemento       | Ioana Loredana Roșca | Eudice Chong Cody Wong                       | 2-6, 3-6            |
| 7.  | 21 maggio 2022   | Torneig Internacional Femení Platja D'Aro 365, Castell-Platja d'Aro | Terra rossa   | Valerija Strachova   | Ángela Fita Boluda Andrea Gámiz              | 4-6, 6-3, [3-10]    |
| 8.  | 23 luglio 2022   | Open Araba en Femenino, Vitoria                                     | Cemento       | Justina Mikulskytė   | Marija Bondarenko Ioana Loredana Roșca       | 6-4, 4-6, [9-11]    |
| 9.  | 29 luglio 2022   | Nottingham Tennis Centre, Nottingham                                | Cemento       | Jasmijn Gimbrère     | Lee Pei-chi Wu Fang-hsien                    | 3-6, 2-6            |
| 10. | 15 ottobre 2022  | Open Feu Aziz Zouhir, Monastir                                      | Cemento       | Suzan Lamens         | Priska Madelyn Nugroho Wei Sijia             | 3-6, 2-6            |
| 11. | 11 febbraio 2023 | GB Pro-Series Bath, Bath                                            | Cemento (i)   | Emily Appleton       | Lauryn John-Baptiste Katarína Strešnaková    | 6(4)-7, 4-6         |
| 12. | 8 luglio 2023    | BICT Groep ITF The Hague, L'Aia                                     | Terra rossa   | Jasmijn Gimbrère     | Kristina Mladenovic Arantxa Rus              | 4-6, 0-6            |
| 13. | 4 agosto 2023    | Internazionali di Tennis del Friuli Venezia Giulia, Cordenons       | Terra rossa   | Eva Vedder           | Angelica Moratelli Camilla Rosatello         | 6-0, 2-6, [5-10]    |
| 14. | 2 settembre 2023 | SIERS ITF World Tennis Tour Oldenzaal, Oldenzaal                    | Terra rossa   | Eva Vedder           | Gergana Topalova Daniela Vismane             | 5-7, 6-2, [5-10]    |
| 15. | 3 novembre 2023  | Engie Open Nantes Atlantique, Nantes                                | Cemento (i)   | Emily Appleton       | Ali Collins Lily Miyazaki                    | 6(4)-7, 2-6         |
| 16. | 18 novembre 2023 | Kyotec Open, Pétange                                                | Cemento (i)   | Ali Collins          | Alicia Barnett Samantha Murray Sharan        | 7-6(4), 1-6, [6-10] |
| 17. | 20 gennaio 2024  | Germain BMW of Naples, Naples                                       | Terra verde   | Lia Karatančeva      | Elvina Kalieva Marija Kozyreva               | 0-6, 0-6            |
| 18. | 1º marzo 2024    | Engie Open Mâcon, Mâcon                                             | Cemento (i)   | Madeleine Brooks     | Silvia Ambrosio Lena Papadakis               | 7-5, 5-7, [7-10]    |
| 19. | 26 ottobre 2024  | GB Pro-Series Glasgow, Glasgow                                      | Cemento (i)   | Mariam Bolkvadze     | Jodie Burrage Freya Christie                 | 4-6, 6-3, [5-10]    |
| 20. | 10 novembre 2024 | Therme Erding Open, Ismaning                                        | Sintetico (i) | Carole Monnet        | Aneta Kučmová Aneta Laboutková               | 6-4, 4-6, [7-10]    |
| 21. | 8 dicembre 2024  | Al Habtoor Tennis Challenge, Dubai                                  | Cemento       | Elena Pridankina     | Anastasia Dețiuc Anastasija Tichonova        | 3-6, 7-6(7), [8-10] |
| 22. | 16 febbraio 2025 | REWE PETZ Ladies Open, Altenkirchen                                 | Sintetico (i) | Emily Appleton       | Marie Benoît Dalila Jakupovič                | 5-7, 6(6)-7         |